# Maria Diana Bursuc
Maria Diana Bursuc (6 de agosto de 1986) es una deportista rumana que compitió en remo.
Ganó dos medallas en el Campeonato Mundial de Remo, en los años 2009 y 2010, y cuatro medallas en el Campeonato Europeo de Remo entre los años 2009 y 2012.

## Palmarés internacional
| Campeonato Mundial | Campeonato Mundial          | Campeonato Mundial | Campeonato Mundial |
| Año                | Lugar                       | Medalla            | Prueba             |
| ------------------ | --------------------------- | ------------------ | ------------------ |
| 2009               | Poznań (Polonia)            | Medalla de plata   | Ocho con timonel   |
| 2010               | Cambridge (Nueva Zelanda)   | Medalla de bronce  | Ocho con timonel   |
| Campeonato Europeo |                             |                    |                    |
| Año                | Lugar                       | Medalla            | Prueba             |
| 2009               | Brest (Bielorrusia)         | Medalla de oro     | Ocho con timonel   |
| 2010               | Montemor-o-Velho (Portugal) | Medalla de oro     | Ocho con timonel   |
| 2011               | Plovdiv (Bulgaria)          | Medalla de oro     | Ocho con timonel   |
| 2012               | Varese (Italia)             | Medalla de bronce  | Doble scull        |